# Askorbylpalmitat

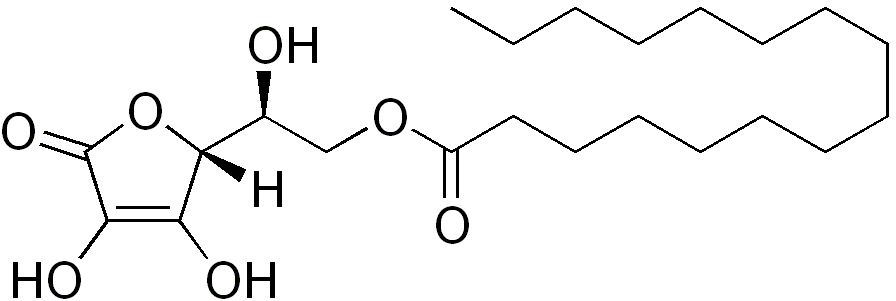
Strukturformel för askorbylpalmitat.

Askorbylpalmitat är en ester bildad av askorbinsyra och palmitinsyra, och utgör en fettlöslig form av vitamin C. 
Askorbylpalmitat används som antioxidant i livsmedel, och har (tillsammans med besläktade askorbylstearat) E-nummer 304.